# François Lempérière
François Lempérière, né en 1926 à Cherbourg, est un ingénieur civil qui construisit ou étudia quinze barrages en France et dans d'autres pays. Il inventa des solutions telles que les Fusegates, les Piano Keys Weir, les Twin Dams et les Tidal Gardens. Il étudia à l'École polytechnique et à l'École nationale des ponts et chaussées.

## Biographie
François Lempérière a été un entrepreneur pendant 40 ans aux Grands travaux de Marseille (devenus GTM Entrepose) où il est chargé de 1960 à 1985 de la construction des grands ouvrages sur certains fleuves tels que le Rhône, le Rhin, le Nil, ou le Zambèze tels que le Barrage de Cahora Bassa ou en mer comme la Grande Forme de Saint-Nazaire où sont construits les paquebots géants. Il contribue également à la construction d'autoroutes, de canaux et de centrales nucléaires.
Il devient président de GTM International et en 1982, directeur général adjoint de GTM Entrepose.
François Lempérière dépose 3 brevets d'invention pour GTM Entrepose et sa filiale Hydroplus.
À partir de 1976, il est membre de 5 Comités Techniques de la Commission internationale des grands barrages (CIGB), vice-président du Comité sur la Technologie de Construction et président du Comité sur le Coût des Barrages. Il rédige 8 bulletins de la CIGB au sujet des méthodes de construction, de coût et d'économie des barrages,,,,,.
Il est président de 1991 à 1995 du Comité français des grands barrages, désormais Comité français des barrages et réservoirs (CFBR).
En 1997, avec Pierre Londe, il co-fonde HydroCoop, une association à but non lucratif qui donne des conseils gratuits sur les crues et les barrages, sur l'énergie marémotrice, sur l'énergie hydraulique et sur le stockage de l'énergie.

## Engagements

### Contrôle des crues pendant la construction des barrages
F. Lempérière propose des solutions innovantes pour gérer les crues pendant la construction des barrages.

### Déversoirs pour les barrages en fonctionnement
F. Lempérière propose 4 solutions innovations pour les déversoirs de barrages. Les solutions sont appliquées à de nouveaux barrages ainsi qu'à des barrages existants :
- En 1989, les "Fusegates" ou "Hausses Fusibles" utilisées pour 70 barrages dans plus de 10 pays avec des éléments fusibles s'élevant jusqu'à 8 mètres de hauteur pour des crues jusqu'à 20 000 m3 s−1.
- En 2003, avec A. Ouamane, les "Piano Keys Weir" ou "Déversoir en Touches de Piano", un déversoir en forme de labyrinthe plus efficace utilisé pour 30 barrages dans 10 pays[13],[14].
- En 2008, les "Concrete Fuse Plugs".
- En 2014, avec A. Ouamane, une association innovante des structures optimisées citées ci-dessus qui améliore de cinq fois l'évacuation d'eau des déversoirs à seuil libre traditionnels.

### Énergie marémotrice
F. Lempérière contribue à des études sur les usines marémotrices depuis 1975 (GEDEM pour Électricité de France). En 2014, il propose une solution innovante, les "Tidal Gardens" ou Maréliennes qui permettent l'utilisation de l'énergie marémotrice même dans des zones de faible marée. Cette solution est étudiée par Électricité de France et présentée au congrès de la CIGB en 2015, et pour le prix de l'innovation CIGB en 2018,,,.

### Énergies renouvelables et stockage d'énergie
Depuis 2009, F. Lempérière présente diverses études sur des problèmes mondiaux en matière d'énergie,, et propose deux solutions innovantes pour le stockage d'énergie,, :
- les "Twin Dams" qui associent deux barrages le long d'un fleuve[15].
- les "Emerald Lakes" qui constituent des barrages en mer le long de falaises[25],[26].

F. Lempérière propose également des solutions pour réduire dès que possible l'énergie fossile et l'énergie nucléaire,.

## Distinctions
En 1996, F. Lempérière est récompensé par l'Académie des sciences.
Au congrès de la CIGB de 2018, il reçoit un prix spécial pour l'« ensemble de son œuvre ».